# 密县县衙
密县县衙位于河南省郑州市新密市城关镇，地处密县老县城的中心，在隋朝至20世纪70年代的1300余年间均为密县的县治处所。县衙始建于隋大业十二年（公元616年），毁于元，现存建筑为清康熙年间时任知县衷鲲化在原址重修。2013年3月，密县县衙被国务院公布为第七批全国重点文物保护单位。

## 历史
密县县衙始建于隋大业十二年（公元616年），密县县城由大隗镇迁至现老县城的位置，密县县衙于此时始建，历经之后各朝，先后有200余名知县在此任职。县衙于元末毁于战火，明、清期间屡毁屡修。现存建筑为清康熙年间时任知县衷鲲化所修。

## 结构
密县县衙座北朝南，五进院落，现存大门、仪门、大堂、二堂、三堂、大仙楼、东西厢房、牢房等建筑，共有房屋300余间，均为青砖灰瓦硬山式建筑，是中原地区典型的衙署建筑群，占地总面积达4万余平方米。

### 大门及仪门
县衙大门面宽三间，进深两间，单檐硬山灰瓦顶，建于约1.5米高的台基之上。在大门外的东西两侧各有一个亭子，分别为旌善亭和申明亭，为明代所设，用以教化民众。其中旌善亭位于东侧，内立一红色木牍，用以表彰各种好人好事，来鼓励人们积极向善；申明亭则位于西侧，内立一黑色木牍，主要公布坏人坏事，以警醒人们不要重蹈覆辙。大门西侧还立有螭首碑，碑上刻有《衷公重修县治碑记》，为清康熙年间重修县衙时所立。
仪门位于大门内侧，亦面阔三间，为县衙的礼仪之门。仪门通常关闭，只在新官到任、高官到来、举行重大庆典、公开审理重大案件时方可打开。在仪门两侧设两个门，东门称“生门”，西门称“死门”。
大门与仪门之间的甬道两侧设有莲池，使密县县衙成为中原地区唯一有莲池的县衙。莲池长18米，宽6米，深3米，以其谐音“廉耻”，寓意廉洁清政。在中间的甬道下设有三孔券洞，使两侧莲池之水可以互通。

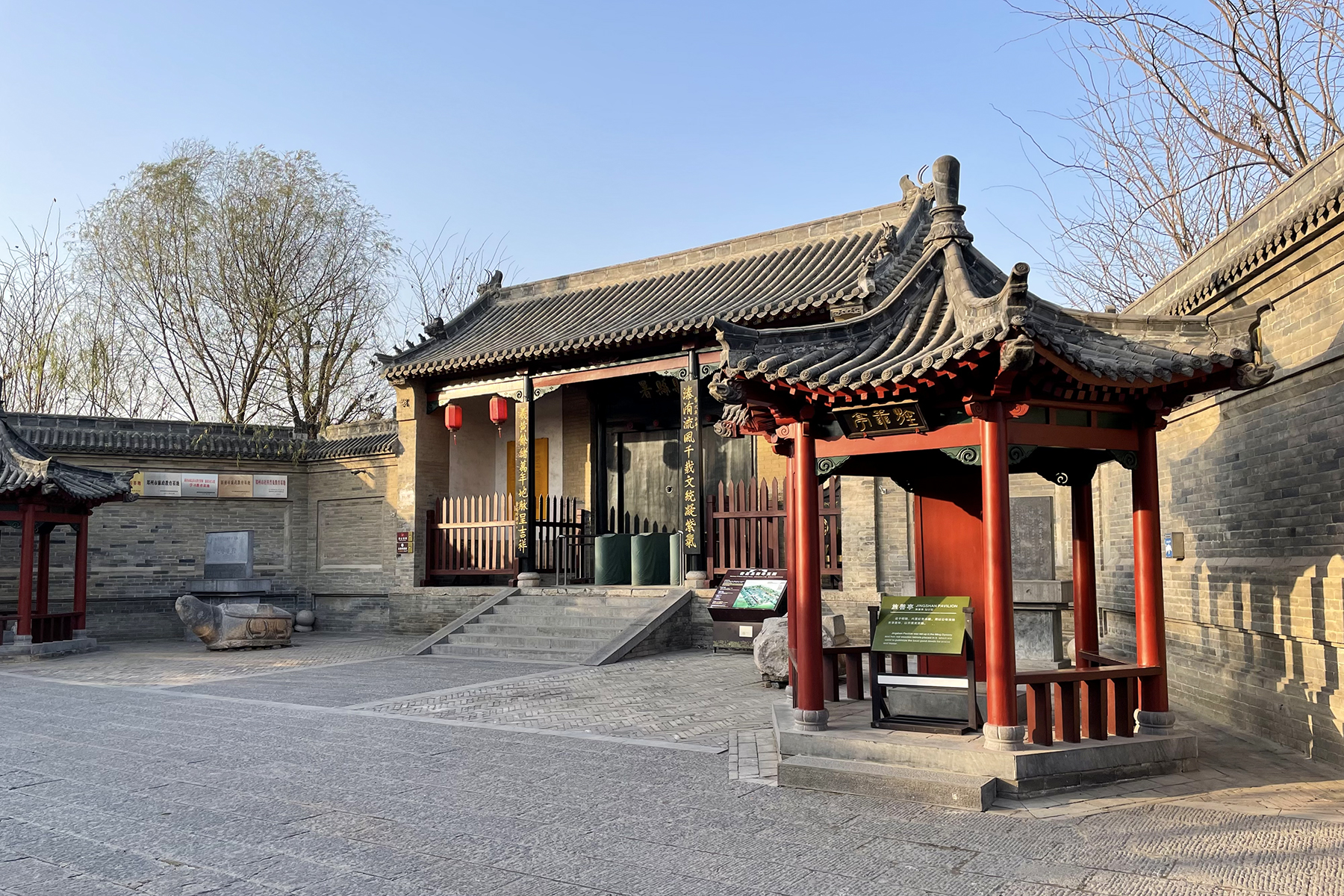
大门及东侧的旌善亭
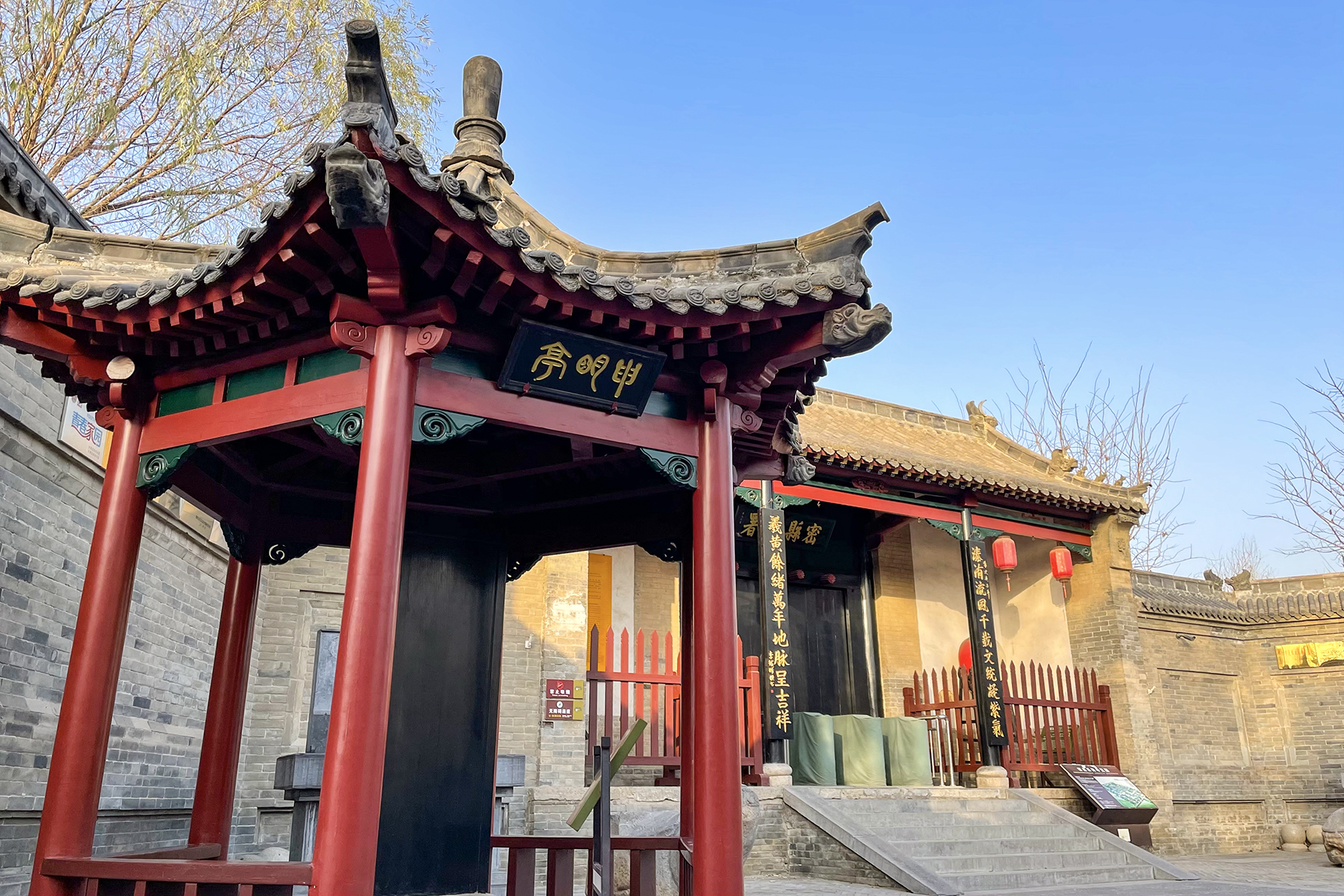
大门西侧的申明亭
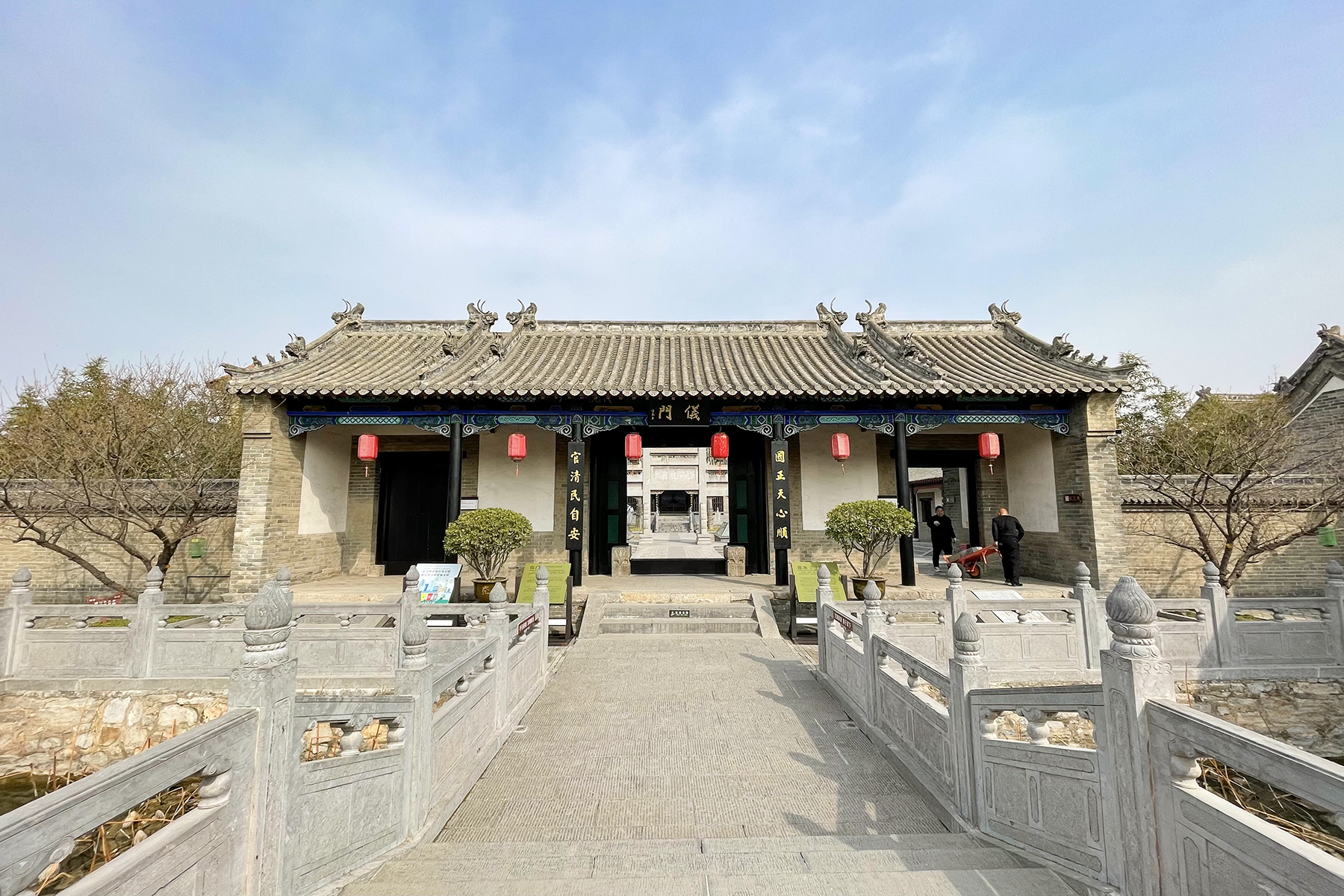
仪门
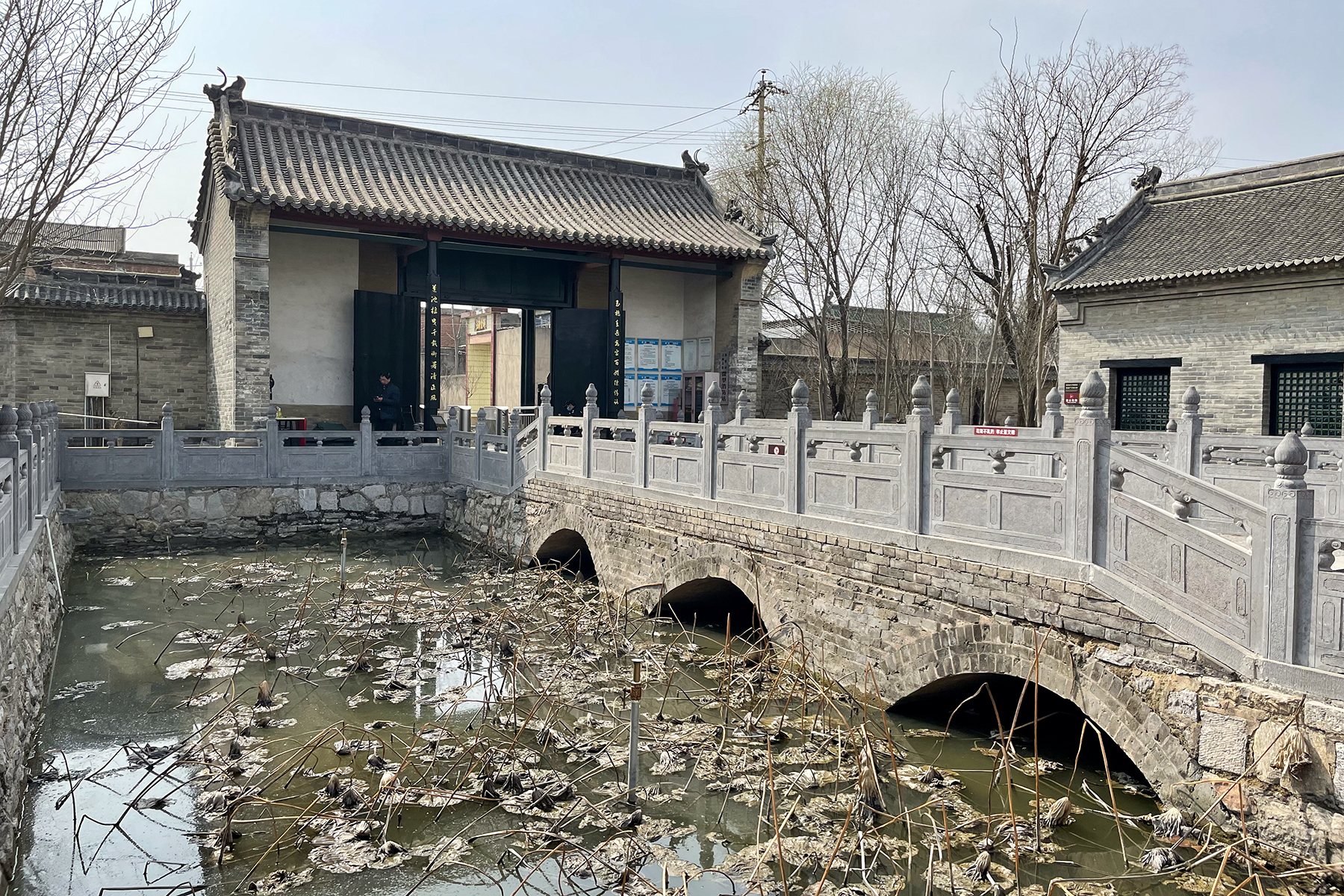
大门内侧及莲池

### 大堂、二堂及三堂
大堂为县衙的主体建筑，是知县发布政令、举行重大庆典、公开审理大案、要案的地方，其堂号为“牧爱堂”，寓官爱民之意，由重修县衙的知县衷鲲化所定。大堂面阔五间，宽17米，进深三间，达12米，高10米，建筑面积204平方米。与其他县衙大堂相比，密县县衙大堂的堂前设有卷棚，此为较高级别衙署的特征，卷棚面阔三间，与大堂成为一体。在大堂正中为知县公堂，上悬“明镜高悬”匾额，正面屏风为“海水朝日”图彩绘。堂前有两块跪石，其中东侧的方石为原告跪石，而西侧的长方石则为被告跪石。
二堂为审理隐私案件和民事案件的场所，二堂的建筑结构与大堂基本相同，面阔五间，进深三间，建筑面积为160.5平方米，其堂号为“三鉴堂”，亦由知县衷鲲化所定，取荀悦《申鉴》中“鉴于古，鉴于人，鉴于镜”之意。在二堂的东西两侧各设有三间厢房，为知县接待外来文武官员时使用，与二堂和宅门共同形成县衙的内署。三堂位于二堂北侧，为知县学习和会客的地方，其东西两侧的厢房为幕僚的办公场所。

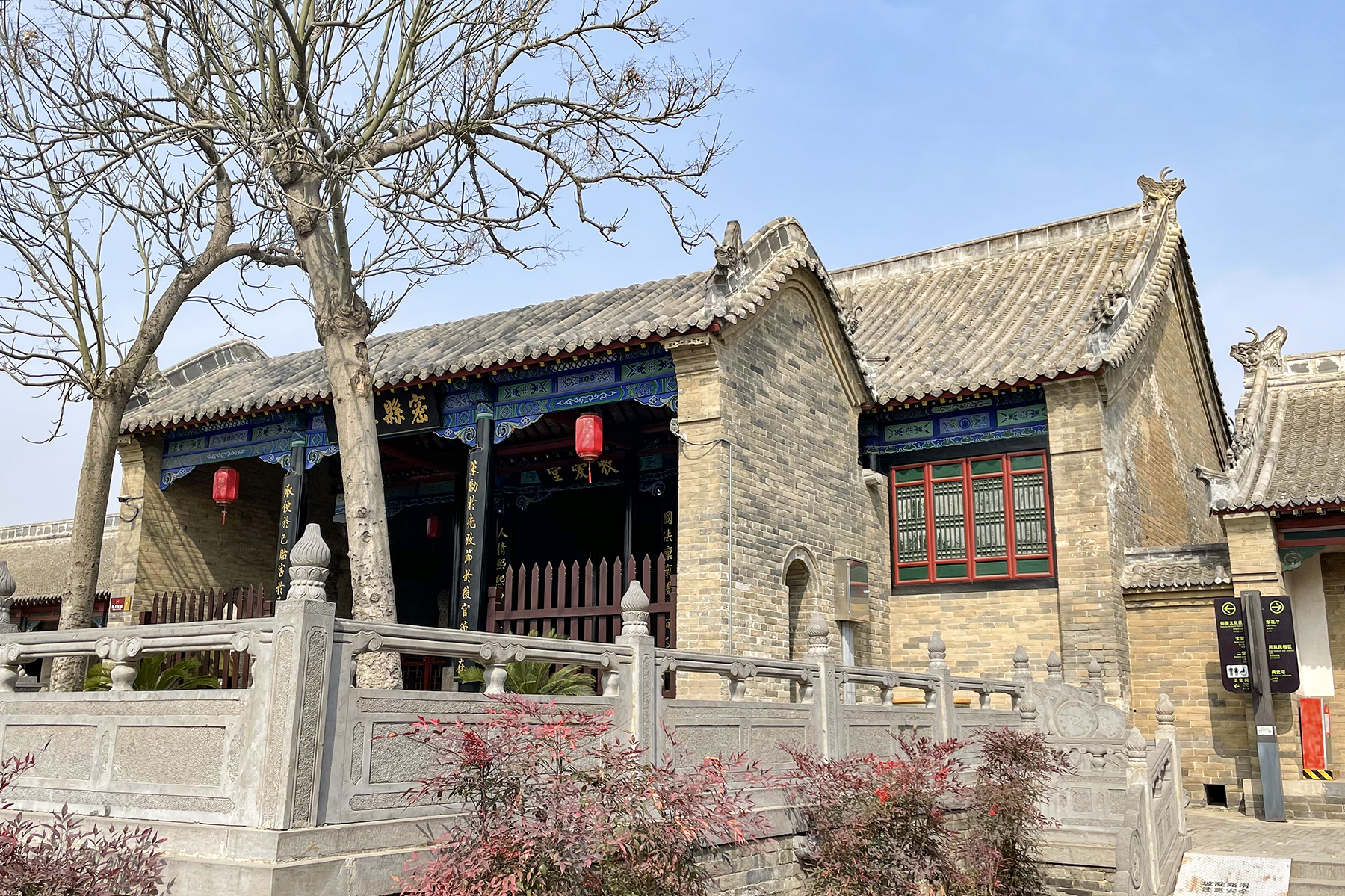
大堂及堂前卷棚
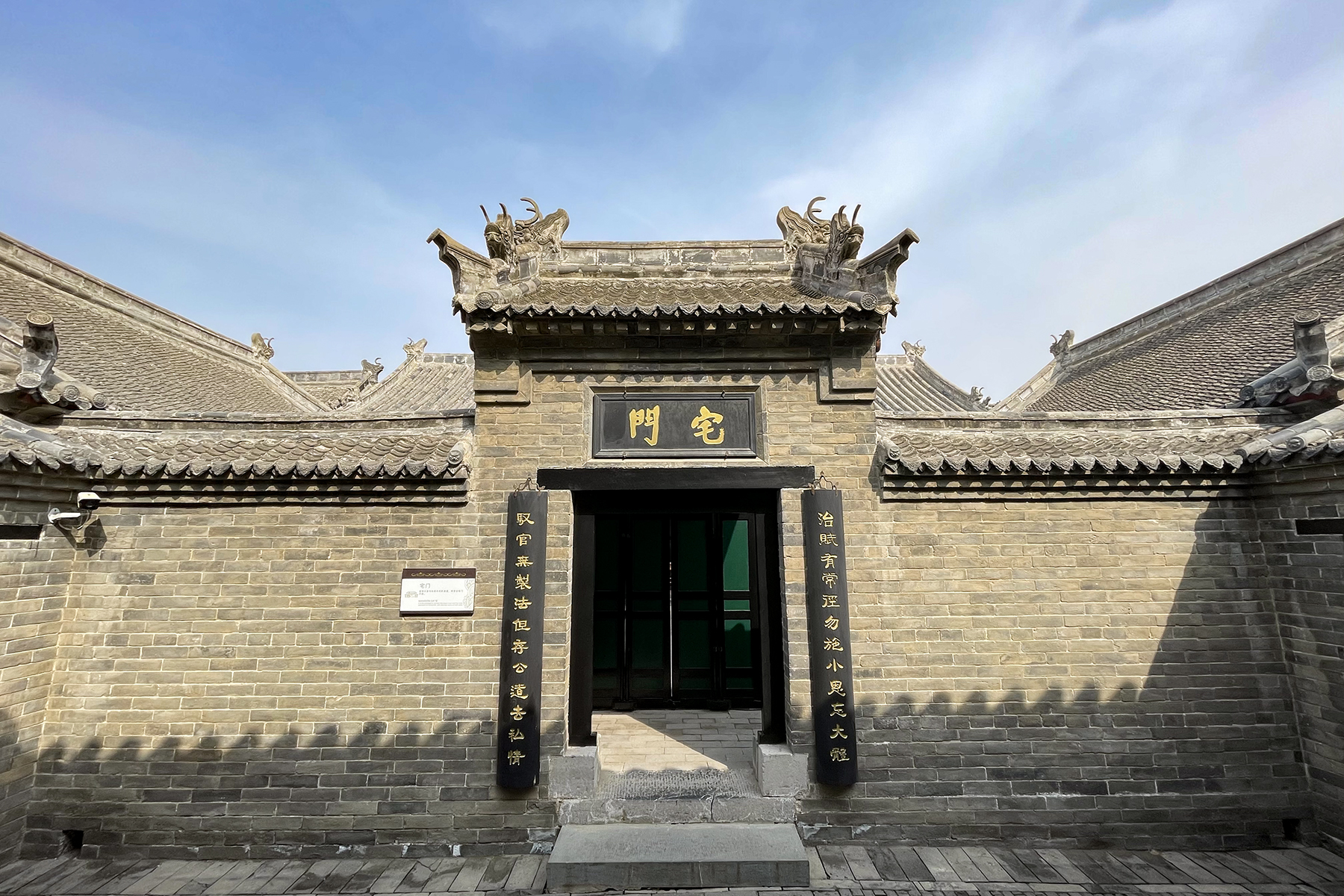
宅门
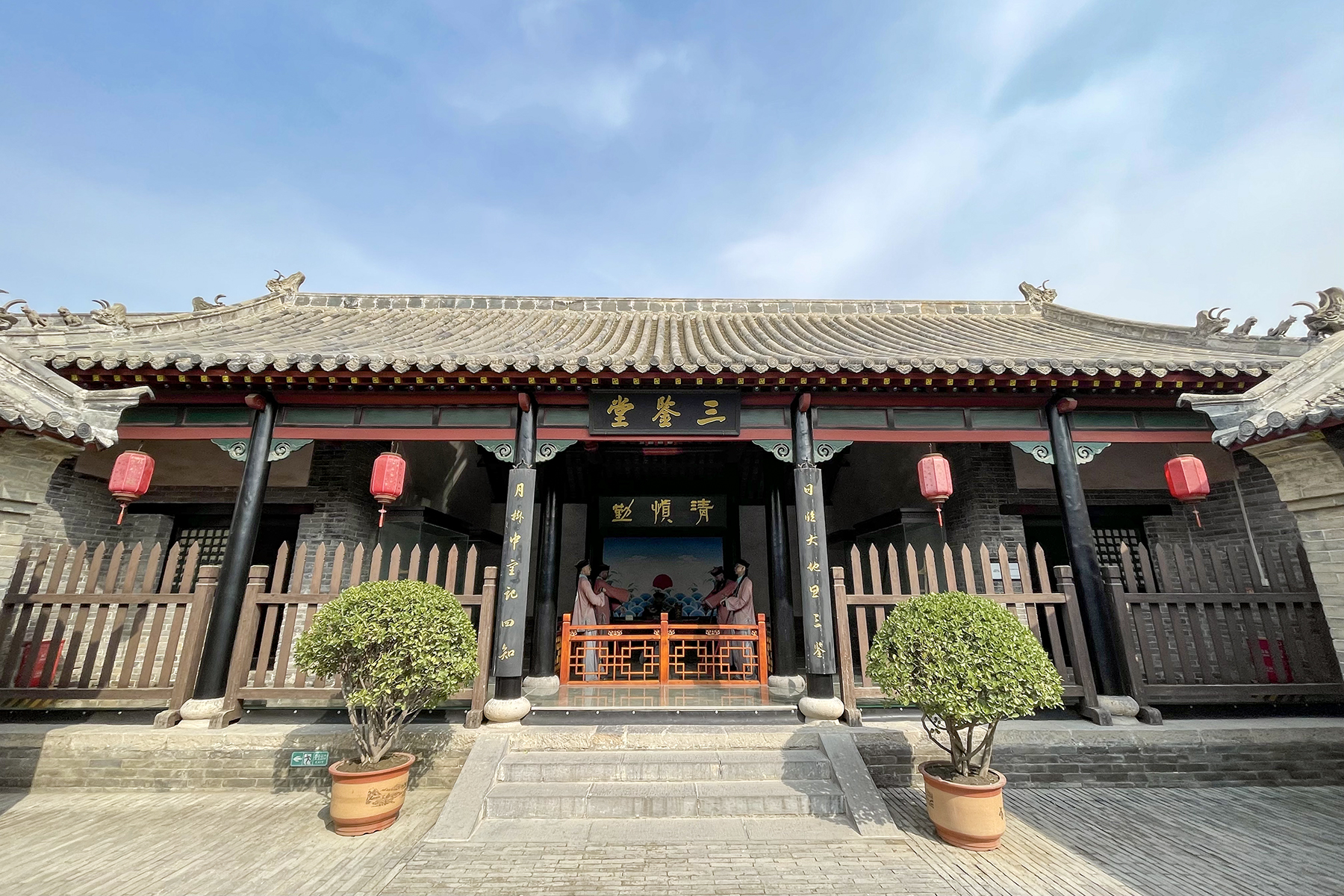
二堂
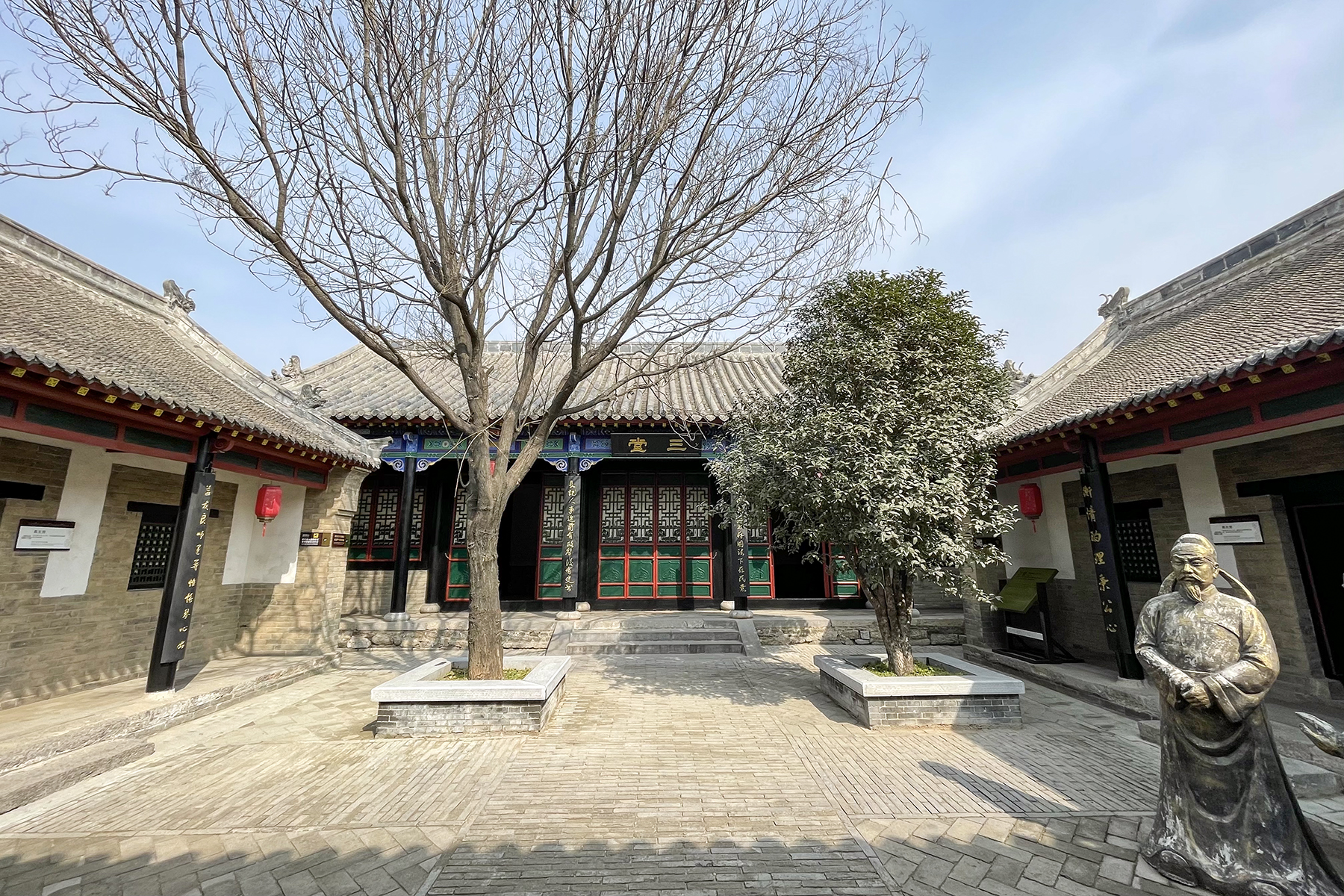
三堂

### 大仙楼院

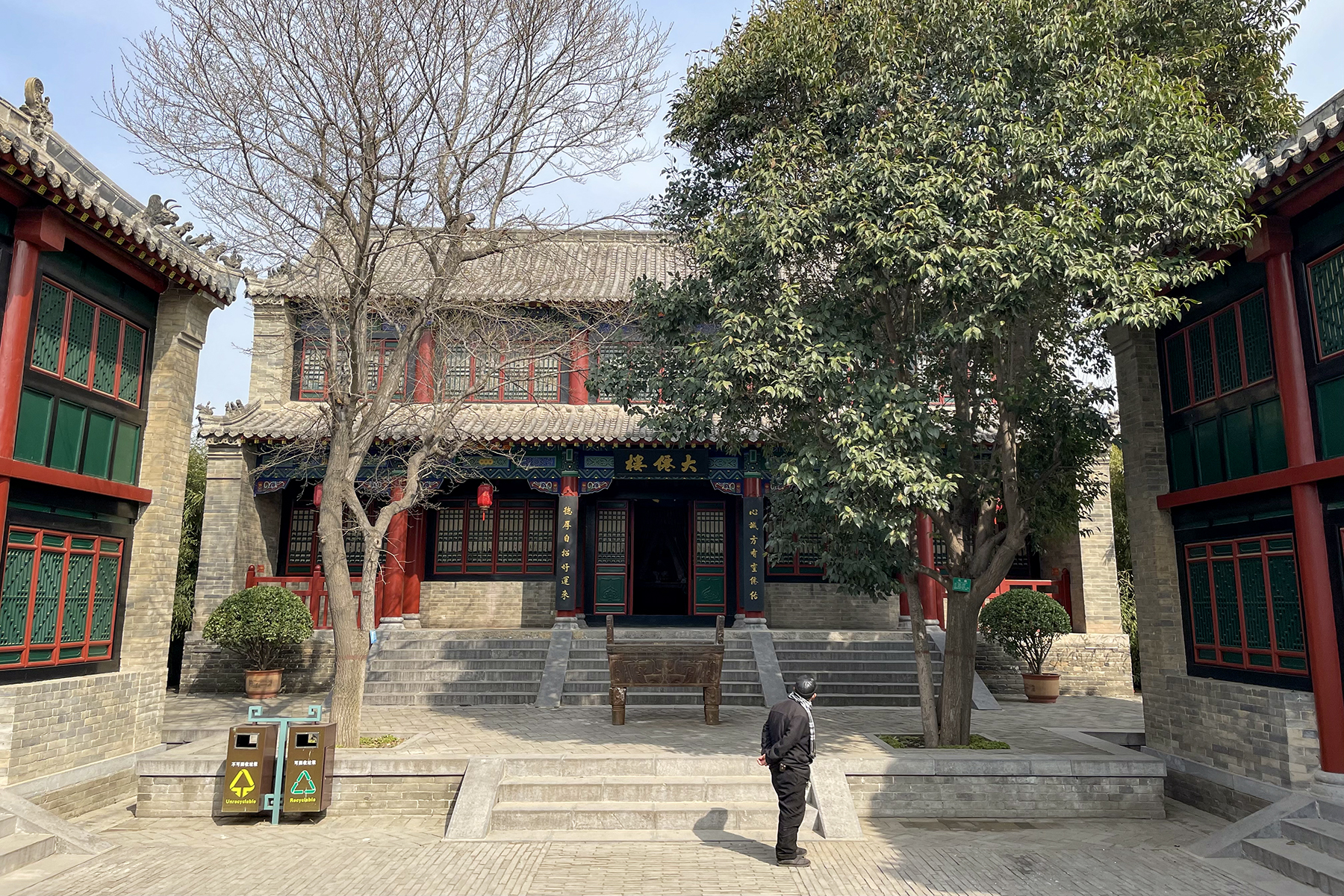
大仙楼

大仙楼院位于县衙最北侧，主体建筑大仙楼为两层阁楼，面阔五间，进深一间。大仙楼一层用来供奉狐狸大仙，二层则用来存放机密档案和保管印信。大仙楼的东西两侧为厢房，各为三间双层楼房，其中东边为粮库，西边是银库。大仙楼后是县衙的后花园，有假山、池塘、回廊、亭榭等。

### 监狱
县衙监狱位于大堂西南，仪门以西，由围墙、瞭望楼、男牢、女牢、禁卒房、刑讯室和狱神庙等建筑组成，现存有牢房和狱吏房60多间，均为砖石结构建筑，整体保存完整。监狱内有南北二大庭院，其中南院关押女犯，北院关押男犯，以北院为主要建筑，与男牢同在内监的还有刑讯室和狱神庙。县衙监狱自隋代设立以来便一直被沿用，直至2003年才结束作为监狱的历史，成为县衙博物馆的一部分。

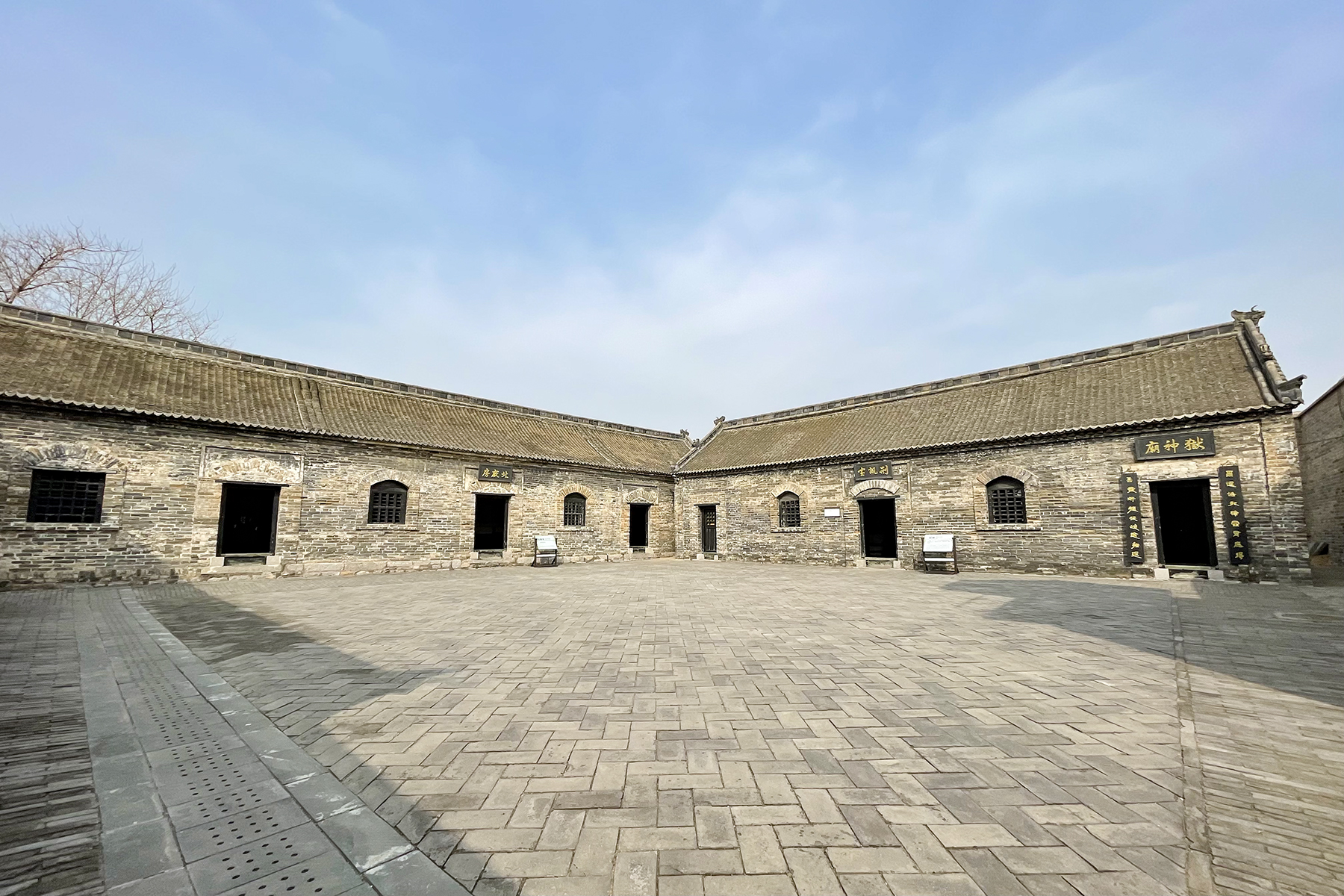
狱神庙、刑讯室及北廒房（男囚）
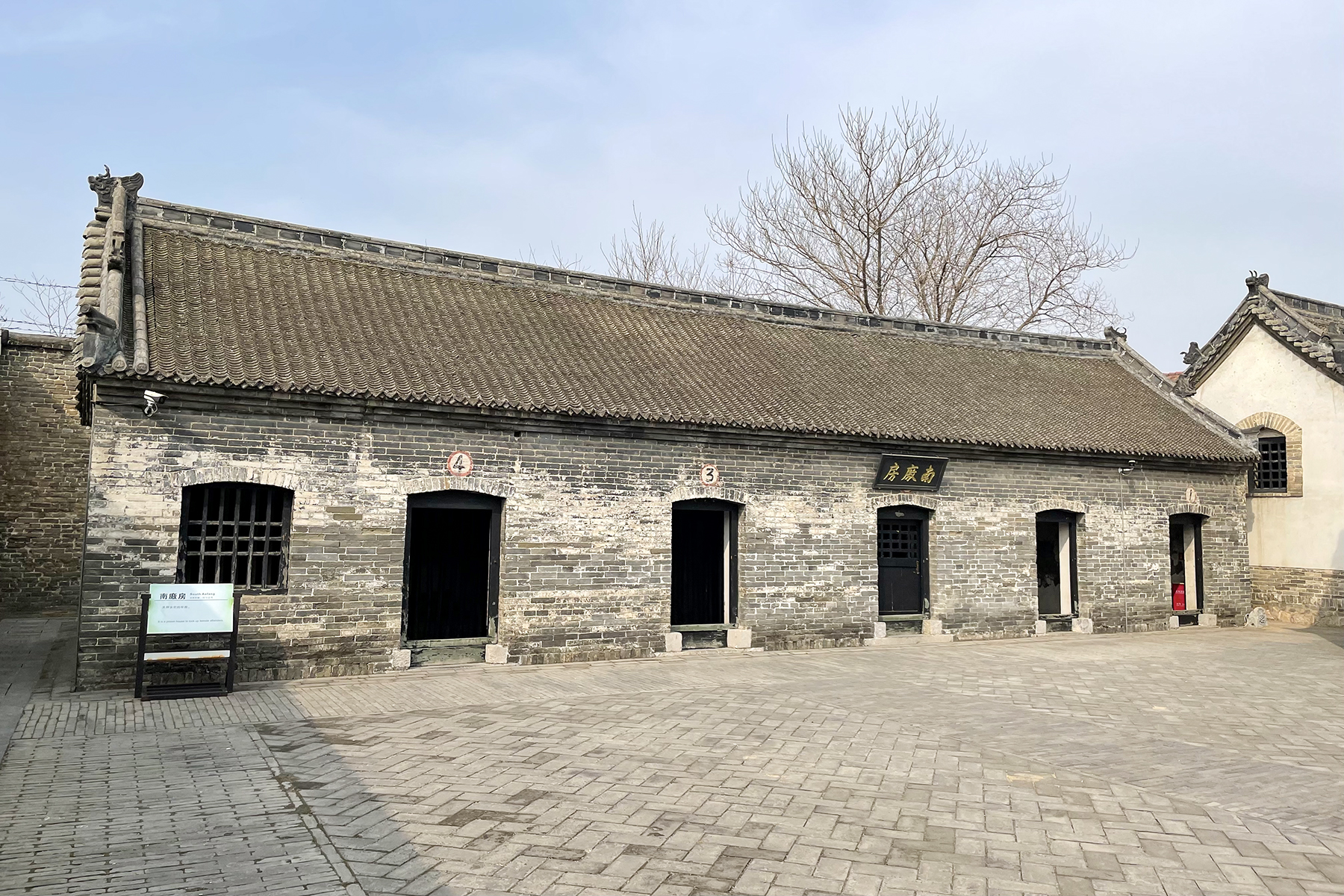
南廒房（女囚）